# خط سالپا
خط سالپا (فنلاندی: Salpalinja , به معنای واقعی کلمه Latch line ; سوئدی: Salpalinjen) یا نام رسمی آن، سوئمن سالپا (چفت فنلاند)، یک خط پناهگاه در مرز شرقی فنلاند است. این بنا در سالهای ۱۹۴۰–۱۹۴۱ در خلال صلح موقت بین دو نبرد جنگ زمستانی و جنگ مستمر و سپس در سال ۱۹۴۴ برای دفاع از فنلاند در برابر تهاجم احتمالی شوروی ساخته شد.
این خط ۱۲۰۰ کیلومتر طول دارد و از خلیج فنلاند تا پتسامو (بخش پچنگسکی کنونی روسیه) امتداد دارد. این خط هرگز شاهد اقدام نظامی نبود زیرا حمله ویبورگ-پتروزاودسک در سال ۱۹۴۴در خط خط ویپوری – کوپارساری – تایپاله در باریکه کارلیا متوقف شد. استحکامات خط سالپا به‌طور قابل توجهی کامل تر و قوی تر از استحکامات خط مانرهیم بود.

## ساخت و ساز
برنامه‌ریزی خط سالپا به دستور ژنرال رودولف والدن انجام شد و ساخت و ساز در پایان جنگ زمستانی در سال ۱۹۴۰ آغاز شد. در ابتدا، داوطلبان در آنجا کار می‌کردند - سپس افرادی که واجد شرایط خدمت جنگ نبودند، بسیج شدند. حداکثر تعداد کارگران در محل در بهار ۱۹۴۱ نزدیک به ۳۵۰۰۰ نفر بود. پس از آغاز جنگ مستمر در ۲۵ ژوئن ۱۹۴۱، کار استحکامات متوقف شد و سنگرها از تسلیحات خلع شدند و به جبهه فرستاده شدند. اوایل سال ۱۹۴۴، کار روی خط سالپا از سر گرفته شد و تا پایان جنگ ادامه در ۴ سپتامبر ۱۹۴۴ ادامه یافت.